# Google Photos
Google Photos (tiếng Việt: Google Ảnh) là dịch vụ chia sẻ hình ảnh, video và phục vụ lưu trữ của Google. Nó được ra mắt vào 28 tháng 5 năm 2015 và kết thúc dịch vụ lưu trữ thông qua Google+, mạng xã hội của Google. Sau khi chính thức ra mắt, người dùng đã đánh giá dịch vụ này tốt hơn so với dịch vụ lưu trữ hình ảnh khác.

## Dịch vụ
Google Photos là nơi chia sẻ hình ảnh, video và phục vụ lưu trữ của Google. Nó được lắp đặt một số tính năng cụ thể khác so với Google+,  mạng xã hội của Google. Google Photos cho phép người dùng đăng tải hình ảnh và video không giới hạn dung lượng lưu trữ, tải ứng dụng trên Android, iOS, và trình duyệt. Người dùng sao lưu hình ảnh vào dịch vụ đám mây lưu trữ và trở nên dễ dàng truy cập giữa những thiết bị kết nối với dịch vụ.
Dịch vụ Hình ảnh của Google còn cho phép tìm kiếm, phân loại và nhóm các hình ảnh thông minh.
Trong bài thuyết trình của Google có trình diễn những tính năng thông minh này bằng một số ví dụ như tìm kiếm "bão tuyết ở thành phố Toronto", Google Photos tự động tìm các ảnh nào chụp trong khoảng thời gian thành phố Toronto bị bão tuyết. Tương tự cho việc tìm kiếm các ảnh nào có xe, có chó, có đồng hồ, có người, có địa danh nổi tiếng sẽ hiện diện hết. Tự động nhận biết gương mặt có trong ảnh, sau đó liệt kê và tìm kiếm các ảnh khác có gương mặt của người đó xuất hiện, và tất nhiên là không cần sự can thiệp nào từ người dùng một cách thủ công. Hỗ trợ sắp xếp ảnh thông minh theo ngày giờ, sự kiện chụp. Tự động tinh chỉnh, áp dụng hiệu ứng (bao gồm cả HDR) cho ảnh. Tự động tạo các đoạn video vui vẻ bằng cách ghép nhiều ảnh hoặc video clip lại với nhau. Điều này khá giống tính năng Auto Awesome của Google+ Hình ảnh, có điều trong Giigke Hình ảnh thì tính năng này đổi tên thành Trợ lý. Cũng từ Trợ lý bạn có thể ghép ảnh theo kiểu câu chuyện ảnh, kỷ niệm đại học... giống trên Google+.
Người dùng đang xem từng tấm ảnh lẻ hay đang coi một album có hàng trăm, hàng nghìn tấm thì ình ảnh vẫn hỗ trợ chia sẻ cực kì nhanh chóng. Người dùng chỉ việc nhấn một hai thao tác lên màn hình là đường link dẫn đến ảnh/album sẽ được tạo ra. Người dùng có thể gửi đường link này cho bạn bè hay người thân xem, và người được chia sẻ không cần phải đăng nhập hay làm thêm chuyện gì phức tạp. Họ chỉ việc mở link đó bằng trình duyệt là đã có thể bắt đầu thưởng thức ảnh/video độ phân giải cao.
Một số cử chỉ cảm ứng sau để việc duyệt ảnh trở nên tiện và nhanh hơn trong Android và iOS:
Vuốt hai ngón tay vào trong (zoom out) để chuyển giữa chế độ xem ảnh chụp theo tuần, tháng hoặc năm hoặc vuốt hai ngón tay ra ngoài (zoom in) để làm điều ngược lại. Khi đang xem một ảnh nào đó, dùng một ngón tay vuốt lên để thu nhỏ ảnh và quay trở lại giao diện trước. Có thể chọn cùng lúc nhiều ảnh bằng cách nhấn giữ ngón tay rồi quét trên màn hình, giống như cách xài chuột để chọn nhiều file trên máy tính. Không cần nhấn chọn từng tấm một như trước.

Với mục tiêu trở thành một khu vực lưu trữ và tổng hợp nội dung đa phương tiện cho người dùng tốt nhất cho toàn thế giới, Google Photos cho phép người dùng lưu ảnh và video lên đây mà không có bất kỳ sự giới hạn nào về dung lượng lưu trữ hay số lượng tập tin cả. Thứ duy nhất mà Google Photos hạn chế độ là độ phân giải: với ảnh là tối đa 16 Megapixels, còn với video là tối đa Full-HD chất lượng 1080p. Tuy nhiên chỉ với hai độ phân giải này thì cũng đã dư dùng cho đa số người dùng khắp thế giới. Google hứa hẹn sẽ nói thêm về không gian lưu trữ trên Google Photos trong thời gian tới. Ngoài ra người dùng có thể đăng tải giữ lại chất lượng gốc của hình ảnh nhưng sẽ hao tốn vào dung lượng của Google Drive.

## Lịch sử
Google Photos là kế độc vào các tính năng hình ảnh trong Google+, mạng xã hội của công ty. Google ra mắt mạng xã hội để cạnh tranh với các tính năng Facebook, nhưng dịch vụ chưa bao giờ trở nên phổ biến và Facebook vẫn trang web ưa thích của Internet để chia sẻ hình ảnh. Google+, tuy nhiên, cung cấp lưu trữ hình ảnh và tổ chức các công cụ mà vượt qua Facebook của quyền lực, mặc dù Google+ thiếu cơ sở người dùng sử dụng nó. The Verge ca ngợi hình ảnh tính năng Google+, đặc biệt là so với các dịch vụ ảnh trực tuyến khác. Họ nhấn mạnh rằng một công cụ lưu trữ các hình ảnh và video. Google tách rời tính năng Google+ ra thành dịch vụ Google Photos riêng lẻ mà họ công bố tại sự kiện I/O 2015 của công ty. Bằng cách giữ liên kết mạng xã hội, các dịch vụ hình ảnh thay đổi liên kết của nó từ một nền tảng chia sẻ như thư viện cá nhân.
Tuy nhiên vào cuối tháng 6 năm 2015, một lập trình viên người Mỹ gốc Phi 21 tuổi tên Jacky Alcine, đã lên tiếng với ứng dụng Google Photos mới đã tự động nhóm một lượng hình ảnh của anh ta và bạn gái da đen của anh ta vào album tìm kiếm tên là "Khỉ đột" (Gorillas). Sau khi phản ánh, Google đã xin lỗi và xóa tag "khỉ đột" khỏi ứng dụng và cải thiện lỗi sai này.